# Hiro Kurosaki
Hiro Kurosaki (* 1959 in Tokio) ist ein österreichischer Violinist und Hochschullehrer japanischer Herkunft.

## Leben
Als Hiro Kurosaki sieben Jahre alt war übersiedelte seine Familie nach Wien. Hier absolvierte er ein Violinstudium bei Franz Samohyl (1912–1999) und besuchte unter anderem Meisterkurse bei Nathan Milstein. Er studierte außerdem Architektur und Kunstgeschichte. Hiro Kurosaki gehörte zu den Preisträgern beim Violinwettbewerb Henryk Wieniawski in Posen und beim Fritz Kreisler Wettbewerb in Wien und konzertierte anschließend mit zahlreichen bedeutenden in- und ausländischen Orchestern und Dirigenten.
Seit vielen Jahren beschäftigt er sich mit der Barockvioline und nahm unter anderem Konzertmeisteraufträge bei Les Arts Florissants, dem Clemencic Consort oder der Cappella Coloniensis wahr. Einmal jährlich gibt es ein „Clemencic Consort-Konzert“ mit Hiro Kurosaki als Violinsolisten im Wiener Musikverein. Außerdem tritt er bei vielen europäischen Barock- und Alte Musik-Festivals in Erscheinung.
Seit vielen Jahren widmet sich Hiro Kurosaki der Ausbildung junger Musiker, er hat oder hatte Lehraufträge für Barockvioline und historische Aufführungspraxis an der Hochschule für Musik und Darstellende Kunst Wien, an der Hochschule für Musik Karlsruhe, derzeit hat er eine Professur am Mozarteum in Salzburg und am Real Conservatorio Superior de Música de Madrid.
Kurosaki gehört zu jenen Geigern, die z. B. Bachs Violinsonaten ohne Vibrato spielen.